# Brignoliella michaeli
Brignoliella michaeli är en spindelart som beskrevs av Pekka T. Lehtinen 1981. Brignoliella michaeli ingår i släktet Brignoliella och familjen Tetrablemmidae. Inga underarter finns listade.